# Wiking Johnsson
Hans Olof Wiking Johnsson, född 27 september 1878 i Västra Broby församling, Kristianstads län, död 25 februari 1969 i Danderyds församling, Stockholms län, var en svensk industriman. Han var son till Hans Johnsson och far till Uno Wiking-Johnsson samt bror till Adolf Johnsson och vidare kusin till Harald Johnsson.

## Biografi
Johnsson, som avlade bergsingenjörsexamen 1900, anställdes efter studier i USA och Tyskland vid Kohlswa Jernverks AB 1907, var direktör för Smedjebackens Valsverks AB 1914–1923, och därefter direktör för Svenska Handelsbanken och chef för dess industrirevision. Johnsson var styrelseordförande i ett flertal bolag, bland annat Fagersta Bruks AB och Reymersholms gamla industri AB. Han tillhörde 1927 års besparingsnämnd. Han var ledamot av Kungliga Ingenjörsvetenskapsakademien. Wiking Johnsson är begravd på Djursholms begravningsplats.